# Wasat Darfur
Wasat Darfur (arabisch وسط دارفور), deutsch Zentral-Darfur, ist ein Bundesstaat des Sudan und eine der fünf Teilregionen von Darfur.
Im Januar 2012 wurde er als Ergebnis des laufenden Friedensprozess des Darfur-Konflikts gegründet. Seine Hauptstadt ist Zalingei. Der Bundesstaat wurde aus Teilen von Gharb Darfur und Dschanub Darfur abgetrennt.
Bei einer Erhebung im Jahr 2017 wurde eine Bevölkerungszahl von etwa 2,5 Mio. Personen festgestellt, die auch die Einwohner von Flüchtlingscamps und des abgelegenen Gebietes um den Dschebel Marra umfasst.

## Distrikte
- Zalingei (محلية زالنجى)
- Azum (محلية أزوم)
- Wadi Salih (محلية وادى صالح)
- Mukjar (محلية مكجر)
- Umm Dukhun (محلية أم دخن)
- Nertiti (محلية نيرتتي)
- Rokoro (محلية روكورو)
- Bindisi (محلية بندسي)[3]